# Acratocnus
Acratocnus es un género extinto de perezoso terrestre hallado en Cuba, La Española y Puerto Rico.

## Clasificación
Como todos los perezosos antillanos, Acratocnus es un miembro de la familia Megalonychidae, cuyo único género superviviente es Choloepus, el perezoso arborícola de dos dedos. 

## Rango
Las especies de Acratocnus fueron halladas en las islas de Puerto Rico, Cuba y La Española, donde habitaban los bosques de montaña de las tierras altas. El perezoso terrestre de Puerto Rico, Acratocnus odontrigonus es conocido de varias excavaciones en cavernans pobremente documentadas en el noroeste de la isla. Las diferentes especies son consideradas como semiarbóreas debido a su (relativamente) pequeño tamaño y a sus grandes garras como ganchos.

## Tamaño
Las diferentes especies de Acratocnus pesaban entre 25 a 70 kilogramos, y era por tanto mucho mayores que los tres perezosos actuales (los géneros Choloepus y Bradypus), que no sobrepasan los 10 kilos.

## Extinción
Como muchos perezosos extintos, estas especies de perezosos no han sido datadas radiométricamente. Se ha sugerido que las especies puertorriqueña y de La Española de Acratocnus sobrevivieron el final del Pleistoceno pero desaparecieron a mediados del Holoceno. Una especie de perezoso terrestre cubano, Megalocnus rodens, sobrevivió hasta el c. 6600 antes del presente, y los últimos registros de supervivencia para cualquier perezoso antillano es c. 5000 antes del presente, para la especie Neocnus comes, basándose en la datación por radiocarbono AMS. Las causas de la extinción pueden haber sido los cambio climáticos, o más probablemente, la caza por parte de los humanos.